# Hampi
Hampi er en by og et UNESCO Verdensarvssted under navnet Group of Monuments at Hampi i den østlige-centrale del af den indiske delstat Karnataka. Den var hovedstad i hindukongeriget Vijayanagara i det 14. århundrede. Beretninger fra persiske og europæiske, særligt portugisiske, rejsende fortæller, at Hampi var en velstående, velhavende og stor by ved floden Tungabhadra med mange templer, gårde og markeder.
Nutidens by har omkring 2.777 indbyggere (2011).

## Etymologi
Navnet kommer fra Pampa, som er det gamle navn på Tungabhadrafloden, ved hvis bredder byen er opført. Navnet "Hampi" er en anglicisme af det lokale sprog kannadas Hampe (afledst af Pampa). Gennem årene er stedet også kaldt Vijayanagara og Virupakshapura (fra Virupaksha, skytshelgen for Vijayanagara herskere).

## Templer
Hampi er kendt for sine hindutempler. Nogle af de mest kendte der stadig anvendes til religiøse formål er:
- Virupakshatemplet, også kendt som Pampapathitemplet. Det er et tempel for gudinden Shiva. Templet ligger i Hampibasaren.
- Vittala tempelkompleks er formodentlig det mest kendte af Hampis tempelruiner med sin stridsvogn i sten.
- Krishna tempelkompleks er blevet renoveret i de senere år, efter at det i 1999 blev indskrevet på på UNESCO's liste over Verdensarv i fare.[4]
- Hazara Rama tempelkompleks har omkring tusind udskæringer og inskriptioner, som beretter historien om Ramayana.

- Achyutarayatemplet.
- Vittalatemplet, med stridsvognen i sten, som templet er kendt for, i baggrunden.
- Udsmykkede søjler i Vittahlatemplet.
- Krishna tempelkompleks.
- Hazara Rama-templet med nogle af sine mange stenskulpturer.